# Pseudoscaphiella parasita
Pseudoscaphiella parasita är en spindelart som beskrevs av Simon 1907. Pseudoscaphiella parasita ingår i släktet Pseudoscaphiella och familjen dansspindlar. Inga underarter finns listade i Catalogue of Life.